# 屈冈 (伊勒-维莱讷省)
屈冈（法語：Cuguen，法語發音：[kyɡɛ̃]）是法国伊勒-维莱讷省的一个市镇，属于圣马洛区。

## 地理
屈冈（48°26'58"N, 1°39'48"W）面积23.54 平方千米，位于法国布列塔尼大區伊勒-维莱讷省，该省份为法国西北部沿海省份，位于布列塔尼半岛东部，北濒大西洋，西接阿摩尔滨海省和莫尔比昂省，南至大西洋卢瓦尔省，西南端接曼恩-卢瓦尔省，东临马耶讷省，东北与芒什省接壤。
与屈冈接壤的市镇（或旧市镇、城区）包括：巴祖日拉佩鲁斯、布鲁阿朗、孔堡、埃皮尼亚克、努瓦亚勒苏巴祖日、圣莱热德普雷、特朗拉福雷、特雷默厄克。

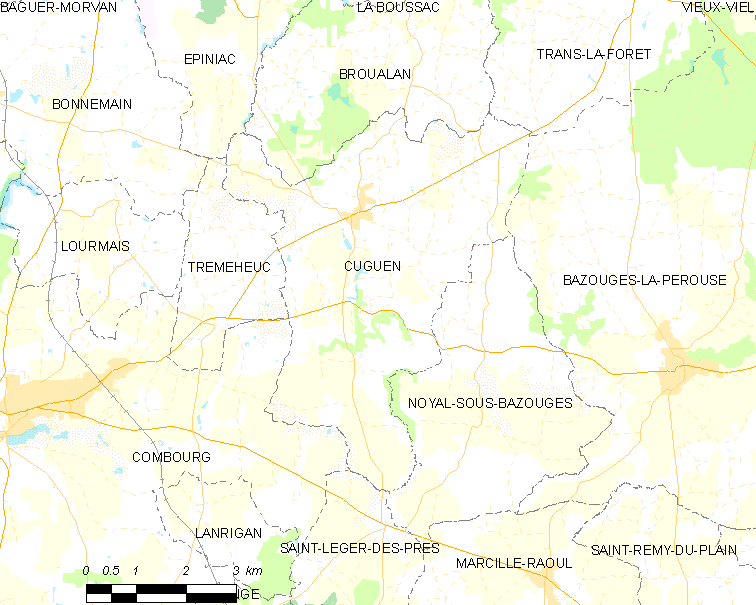
的OSM定位图

屈冈的时区为UTC+01:00、UTC+02:00（夏令时）。

## 行政
屈冈的邮政编码为35270，INSEE市镇编码为35092。

## 政治
屈冈所属的省级选区为孔堡县。

## 人口

1962-2008年间人口变化图示

屈冈于2022年1月1日时的人口数量为830人。